# Pteridrys australis
Pteridrys australis är en ormbunkeart som beskrevs av Ren-Chang Ching, Carl Frederik Albert Christensen och Ching. Pteridrys australis ingår i släktet Pteridrys och familjen Tectariaceae. Inga underarter finns listade.